# L'artiglio scarlatto
L'artiglio scarlatto (The Scarlet Claw) è un film del 1944 per la regia di Roy William Neill, del genere mistery thriller incentrato sul personaggio di Sherlock Holmes. Ottava pellicola della serie holmesiana interpretata dalla coppia Basil Rathbone e Nigel Bruce, fu prodotta dagli Universal Studios.
Il racconto non è ispirato a nessuna delle storie di Arthur Conan Doyle, ma in esso si ritrovano elementi riconducibili alle tematiche de Il mastino di Baskerville.

## Trama
Holmes e Watson si trovano a Quebec, in Canada, per prender parte a un convegno della Royal Canadian Occult Society sull'esistenza del mondo soprannaturale. Mentre uno dei relatori, Lord Penrose, sta divulgando la storia di un fantasma apparso cento anni prima in un villaggio, dove si dice fosse stato responsabile della morte di due abitanti, riceve la notizia che sua moglie è stata uccisa proprio in quel villaggio, chiamato sinistramente La Mort Rouge. La vittima, che è stata sgozzata, com'era successo a delle pecore della zona, è stata trovata nella Chiesa, dove aveva cercato di chiedere aiuto suonando la campana. Holmes e Watson stanno per far ritorno in Inghilterra quando Holmes riceve un telegramma inviatogli dall'ormai defunta Lady Lillian Penrose, la quale gli chiedeva aiuto perché temeva per la propria vita. Holmes decide quindi d'investigare sulla sua morte.
Holmes e Watson giungono a Penrose Manor, accolti con contrarietà dal vedovo. Nel villaggio scoprono come gli abitanti si siano convinti che l'assassinio sia stato opera del leggendario mostro che abiterebbe le paludi nei pressi. Il mostro è visto dal dottor Watson, che lo descrive come "una palla di fuoco che sputa fiamme da ogni sua parte".
Holmes, scettico, riconosce in Lady Penrose l'ex attrice Lillian Gentry, che era stata coinvolta in un famoso caso di omicidio diversi anni prima: l'attore Alistair Ramson aveva ucciso un compagno di scena per gelosia nei suoi confronti. Secondo le fonti, il Ramson sarebbe stato poi ucciso, due anni prima, durante un tentativo di fuga dalla prigione, ma Holmes ritiene invece che egli sia ancora vivo e abiti addirittura nel villaggio, dove avrebbe meditato l'omicidio e si sarebbe poi riuscito a nascondere, creandosi una nuova identità.
Holmes rivolge dunque la sua attenzione al giudice Brisson, uno degli abitanti del villaggio, che aveva condannato il Ramson. Malgrado i tentativi di difenderlo, il Brisson viene ucciso. Holmes scopre quindi che la prossima vittima sarà Journet, un locandiere locale, che all'epoca dell'omicidio dell'attore era guardia carceraria. Il Ramson uccide Marie, la figlia di Journet, ed è a questo punto che il padre disperato decide di collaborare con Holmes e tendere una trappola all'assassino.
Holmes e Watson annunciano di voler tornare in Inghilterra, e Journet rende noto che si recherà in una piccola chiesa posta all'altra estremità della palude per pregare in memoria di Marie. Ramson attacca Journet nella palude, per scoprire poi che Holmes aveva preso il suo posto. Nel corso della colluttazione, Ramson riesce a fuggire, ma viene ucciso da Journet con la stessa arma che era stata usata per i suoi delitti, un rastrellino da giardino.

## Curiosità
Il film ha ispirato il mediometraggio La Morte Rouge (2006) di Victor Erice